# مقاطعة تالاديجا (ألاباما)
مقاطعة تالاديجا (بالإنجليزية: Talladega County, Alabama)‏ هي إحدى مقاطعات ولاية ألاباما في الولايات المتحدة. تأسست سنة 1832، بلغ عدد سكانها 82291 نسمة في عام 2010 حسب إحصاء مكتب تعداد الولايات المتحدة وتصل الكثافة السكانية فيها 42.9 نسمة/كم2.

## أعلام
- غرين بي. أدير

## وصلات خارجية
- http://www.talladegacountyal.org/